# Toni Ibàñez
Antoni Ibàñez Ros (Lleida, 10 de març de 1964) és un escriptor català amb el nom de ploma Toni Ibàñez entre altres (Artús Brotau, Laia Gardeny, Vogelfrei, etc.). A més de ser professor de filosofia ha conreat la novel·la i la poesia, ha fet traduccions, és un bloguer actiu i col·labora en diversos mitjans de comunicació (premsa, ràdio).
És conegut pels seus blogs «Tros de Quòniam» i «Entrellum». Inventor del terme catosfera, ha impulsat aquesta denominació per a la blogosfera catalana, és a dir, el conjunt de blogs escrits en català i la comunitat virtual que existeix al seu voltant. Fou el coordinador de la primera antologia de blogs en català: La catosfera literària 08 (2008) i finalista dels Premis Blocs Catalunya 2008.
El novembre del 2005 va ser acusat de plagi per haver afegit un fragment literal del blog de Carles Sanosa, al llibre Una certa penombra. Segons l'editor, és «una picada d'ullet al món dels blog literaris... recorre al mètode del collage, amb citacions cobertes i encobertes».

## Obra
Els llibres que ha publicat són:

### Narrativa, dietari, assaig
- Tros de quòniam: vademècum de sàtires (2003), premi Jaume Maspons d'Humor i Sàtira.
- Catosfera. Ciberdietaris 04-05-06 (2009), premi d'Assaig i Creació sobre Tecnologies de la Informació Nadal Batle i Nicolau.

### Novel·la
- Darrer poema (2000), premi Òmnium Cultural de Granollers.
- El Camí de la Tau (2001), «assaig novel·lat o experiment literari»
- L'oracle imminent (2006), juntament amb Emma Piqué, premi de Literatura Eròtica de la Vall d'Albaida.
- La isla sin serpientes. Freedom for Rapa Nui (2010) - novel·la, dietari, e-llibre.

### Poesia
- Un dia qualsevol (2001), premi Francesc Català de poesia de Perpinyà
- Una certa penombra (2005), premi Gabriel Ferrater de Poesia de Sant Cugat del Vallès.
- Entrellum. 49 poemes i una elegia (2009), premi Internacional de Literatura Antonio Machado.

### Traduccions fetes per l'autor
A més, ha traduït a Quaderns Crema L'educació de l'estoic de Fernando Pessoa (2003).